# Nosowskoje (obwód wołogodzki)
Nosowskoje (ros. Носовское) – wieś (sieło) w Rosji, w rejonie czerepowieckim obwodu wołogodzkiego. W 2010 liczyła 91 mieszkańców.